# Ріхард Любнер
Ріхард Любнер (англ. Richard Lubner; нар. 1 січня 1967) — колишній південноафриканський тенісист.
Найвищу одиночну позицію світового рейтингу — 384 місце досяг 13 травня 1991, парну — 285 місце — 23 вересня 1991 року.
Здобув 1 парний титул.

## Титули на челленджерах

### Парний розряд: (1)
| Ранг | Дата | Турнір              | Покриття | Партнер           | Суперник                      | Рахунок  |
| ---- | ---- | ------------------- | -------- | ----------------- | ----------------------------- | -------- |
| 1.   | 1990 | Сан-Паулу, Бразилія | Ґрунт    | Франсіско Монтана | Нелсон Аертс Даніло Марселіно | 6–4, 7–6 |